# Petrovice, Bruntál
Petrovice là một làng thuộc huyện Bruntál, vùng Moravskoslezský, Cộng hòa Séc.